# Зубек, Павол
Павол Зубек (словац. Pavol Zůbek; род. 16 февраля 1970 года, Кошице, Чехословакия) — бывший словацкий хоккеист, игравший на позиции нападающего. Брат-близнец Петера Зубека.

## Карьера
Воспитанник хоккейного клуба «Кошице».
Выступал за команды ВСЖ (Кошице), «Прешов», «Спишска Нова Вес», «Шамони», «Стьернен».
В чемпионатах Чехословакии — 212 матчей, 165 очков (68+97). В чемпионатах Словакии — 215 матчей, 201 очко (77+124). В чемпионатах Норвегии — 222 матча, 169 очков (67+102).
В составе сборной Чехословакии провёл 3 матча.
После окончания игровой карьеры остался в хоккее. Работал спортивным менеджером командами ХК "«Кошице», с сезона 2019/2020 занимает должность тренера вратарей в шведском клубе «Гётеборг».

## Достижения
- Чемпион Чехословакии (1988)
- Чемпион Словакии (1995, 1996)
- Чемпион Европы среди юниоров (1988)
- Серебряный призёр чемпионата Европы среди юниоров (1987)
- Серебряный призёр чемпионата Словакии (1994, 1997)
- Бронзовый призёр чемпионата Чехословакии (1989)
- Бронзовый призёр молодёжного чемпионата мира (1989, 1990)